# Todd's Road
Todd's Road es una localidad de Trinidad y Tobago, que forma parte de la región de Couva-Tabaquite-Talparo.

## Geografía
La localidad abarca parte de la isla Trinidad y limita al norte con Ravine Sable, al sur con Arena y Caparo, al este con Caparo y al oeste con Palmiste, Carlsen Field y Arena.

## Demografía
Datos demográficos de la localidad de Todd's Road:
| Gráfica de evolución demográfica de Todd's Road entre 2000 y 2011 |
|                                                                   |